# Liste des hôtels et restaurants issus d'un relais de poste
Il existe, en France, un certain nombre d'hôtels, de restaurants et d'hôtel-restaurants, profitant d'anciens relais de poste. Ils sont les témoins de cet ancien système.
En 1477, les relais de poste furent créés par le roi de France Louis XI. L'objectif était de constituer un réseau efficace afin que le roi puisse connaître les nouvelles plus tôt que d'autres. Mais situés au centre-ville, ces relais étaient de véritables centres de renseignements attirant les habitants. Au XIXe siècle, à mesure que ce réseau perdait sa fonction, des établissements furent parfois transformés en auberges.
De nos jours, ceux-ci fonctionnent encore en tant que centre de commune, surtout avec leurs salles de réunion. De plus, certains établissements se distinguaient et se distinguent. Au regard des noms commerciaux d'établissements, certains conservent leur origine : 
- de la Poste
- Relais
- Diligence
- des Messageries
- Écu
- Lion d'Or
- Cheval Blanc, Cheval de Bronze, Cheval Gris, Cheval Noir, Cheval Rouge

Il est certain qu'il existait énormes évolutions et modifications du système depuis XVe siècle. Selon un dictionnaire publié au début du XIXe siècle, les fonctions et lieux des relais de chevaux de poste étaient en effet parfois séparés de celles du bureau de poste.
D'ailleurs, avant que le chemin de fer ne remplace la fonction du relais de poste, ce dernier servait aux voyageurs en leur fournissant les chevaux, d'après l'instruction sur le service des postes approuvée par le ministre secrétaire des finances le 29 mars 1832. Il n'est donc pas curieux que des maîtres de poste ou des bâtiments aient trouvé leur nouvelle fonction en tant qu'auberge, à la suite de l'arrivée du chemin de fer.
Le même phénomène se trouve même en Belgique. Surtout, l'Hôtel de la Poste situé à Bouillon, ancien relais de poste aux chevaux, se consacre à Napoléon III qui y séjourna en 1870. Celui-ci accueillit également Émile Zola.

## Liste des établissements issus du relais de poste

### Ain (01)
- hôtel : Le Griffon d'Or (01000 Bourg-en-Bresse), XVIIIe siècle[gm14 1] - Relais de Poste aux chevaux en 1802[dp1 2]
- hôtel-restaurant : Le Raisin (01190 Pont-de-Vaux)[gm14 2] - Bureau de Poste en 1802[dp2 1]
- restaurant : La Table Bâgésienne (01380 Bâgé-le-Châtel)[gm14 3]

### Aisne (02)
- hôtel-restaurant : La Bannière de France (02000 Laon)[gm14 4] - Relais de Poste aux chevaux en 1802[dp2 2]
- hôtel : Le Régent (02600 Villers-Cotterêts) - Relais de Poste aux chevaux en 1817[dp3 1]

Cet établissement conserve la configuration d'origine du relais de poste.

### Allier (03)
- hôtel-restaurant : Hôtel de la Poste (03140 Chantelle)[6]
- restaurant : Le Frégénie (03800 Gannat)[gm14 5] - Relais de Poste aux chevaux en 1802[dp1 3]

### Alpes-de-Haute-Provence (04)
- hôtel-restaurant : Grand Hôtel du Levant (04120 Castellane)[7] - Bureau de Poste en 1802[dp1 4]

### Alpes-Maritimes (06)
- hôtel : Le Relais du Postillon (06600 Antibes)[8] - Relais de Poste aux chevaux en 1802[dp1 5]

### Ardèche (07)
- hôtel-restaurant : Hôtel Restaurant de l'Europe (07260 Joyeuse)[9] - Bureau de Poste en 1802[dp2 3]
- hôtel-restaurant : Hôtel des négociants (07270 Lamastre)[10]
- hôtel-restaurant : Hôtel le Château (07300 Tournon-sur-Rhône)[11] - Bureau de Poste en 1817[dp3 2]

### Ardennes (08)
- hôtel-restaurant : Au Lion d'Or (08380 Signy-le-Petit)[gm14 6]
- hôtel-restaurant : Auberge de l'Abbaye (08460 Signy-l'Abbaye)[gm14 6]

### Ariège (09)
- hôtel-restaurant : Hôtel Lons (09000 Foix)[12] - Bureau de Poste en 1802[dp1 6]
- hôtel : Hôtel de la Paix (09100 Pamiers)[gm14 7] - Bureau de Poste en 1802[dp2 4]

### Aude (11)
- hôtel-restaurant : La Bastide Cabezac (11120 Bize-Minervois), XVIIIe siècle[gm14 8]

### Aveyron (12)
- hôtel-restaurant : Le Palous (12160 Baraqueville)[13]
- hôtel-restaurant : L'Auberge St-Fleuret (12190 Estaing)[gm14 9]
- hôtel : Hôtel Régis (12210 Laguiole)[gm14 10]

### Bouches-du-Rhône (13)
- hôtel-restaurant : Hôtel le relais de poste (13200 Arles)[14] - Bureau de Poste en 1802[dp1 7]
- hôtel : Hôtel Gounod (13210 Saint-Rémy-de-Provence)[15] - Relais de Poste aux cheveaux en 1817[dp3 3]
- hôtel : Grand Hôtel de la Poste (13300 Salon-de-Provence)[16] - Bureau de Poste en 1817[dp3 4]

### Calvados (14)
- hôtel : Le Lion d'Or (14130 Pont-l'Évêque)[gm14 11] - Relais de Poste aux chevaux en 1802[dp2 5]
- hôtel-restaurant : Le Relais de la Poste (14220 Thury-Harcourt)[gm14 12]
- hôtel-restaurant : Hôtel de France (14230 Isigny-sur-Mer)[17] - Bureau de Poste en 1802[dp2 6]
- hôtel-restaurant : Auberge du Cheval Blanc (14340 Crèvecœur-en-Auge), XVIe siècle[18]
- hôtel-restaurant : Le Lion D'or (14400 Bayeux), XVIIIe siècle[19] - Relais de Poste aux chevaux en 1802[dp1 8]
- hôtel : Le Cheval Blanc (14600 Honfleur), XVe siècle[gm14 13] - Relais de Poste aux chevaux en 1802[dp2 7]

En tant que clients, l'établissement connaît Claude Monet, Nicole Garcia.

### Cantal (15)
- hôtel-restaurant : L'Écu de France (15200 Mauriac)[20] - Bureau de Poste en 1802[dp2 8]
- hôtel-restaurant : Au Relais de Poste (15700 Ally)[21]

### Charente (16)
- hôtel-restaurant : Les Pigeons Blancs (16100 Cognac), XVIe siècle[gm14 14] - Relais de Poste aux chevaux en 1802[dp1 9]

### Charente-Maritime (17)
- hôtel : Hôtel des Messageries (17100 Saintes), 1792[gm14 15] - Relais de Poste aux chevaux en 1817[dp3 5]
- hôtel-restaurant : Le Cheval Gris (17150 Jonzac), XVIIIe siècle[22] - Bureau de Poste en 1802[dp2 9]
- hôtel : Grand Hôtel des Bains (17450 Fouras)[gm14 16]
- hôtel-restaurant : Les Jardins d'Aliénor (17480 Château-d'Oléron)[gm14 17]

### Cher (18)
- hôtel-restaurant : Hôtel de la Poste (18270 Culan)[23]
- hôtel : Le Clos Saint-Martin (18300 Sancerre)[gm14 18] - Bureau de Poste en 1817[dp3 6]

### Corrèze (19)
- hôtel-restaurant : Le Central Hôtel (19110 Bort-les-Orgues)[24] - Bureau de Poste en 1802[dp1 10]
- hôtel-restaurant : Auberge de la Marquise (19230 Arnac-Pompadour)[25]
- hôtel-restaurant : Hôtel la Gamade (19270 Donzenac)[26] - Relais de Poste aux chevaux en 1802[dp1 11]

### Côte d'Or (21)
- hôtel : Hôtel Wilson (21000 Dijon)[27] - Relais de Poste aux chevaux en 1802[dp1 12]
- hôtel : Relais de la Côte d'Or (21140 Semur-en-Auxois)[gm14 19] - Relais de Poste aux chevaux en 1817[dp3 7]
- restaurant : Le Relais de la Diligence (21190 Meursault)[gm14 20]
- hôtel : La Cloche (21200 Beaune)

Il s'agissait du plus ancien relais de poste à Beaune, du XVIe siècle.
- hôtel : Hostellerie de Bretonnière (21200 Beaune)[gm14 22]

L'ancien relais de poste au XVIIe siècle, et exploité aujourd'hui comme hôtel.
- hôtel-restaurant : Hôtel de la Poste (21200 Beaune)[gm14 23] - Relais de Poste aux chevaux en 1802[dp1 13]

L'établissement fut mentionné pour la première fois en 1680, comme Hôtel de l'Arbre d'Or. En 1840, Pierre-Joseph Brenet devint son dernier maître de l'Hôtel de la Poste, et conservait cette fonction jusqu'en 1872. À la suite de la fermeture définitive au profit du chemin de fer, l'ancien relais de poste fut vendu par sa fille en 1895. Depuis 1904, l'établissement est toujours possédé par la même famille. En 1991, cette dernière transforma à nouveau ce bâtiment en hôtel-restaurant. Donc, à Beaune, il existait successivement les trois relais de poste, et de nos jours, tous les trois fonctionnent en tant qu'hébergements.
- hôtel-restaurant : Hôtel de la Poste (21210 Saulieu), XVIIe siècle[29] - Relais de Poste aux chevaux en 1817[dp3 8]
- chambre d'hôtes : Les Trois Faisans (21360 Bligny-sur-Ouche)[30]
- chambre d'hôtes : La Saura (21360 Lusigny-sur-Ouche)[gm14 24]
- hôtel-restaurant : La Côte d'Or (21400 Châtillon-sur-Seine), 1737[gm14 25] - Relais de Poste aux chevaux en 1802[dp1 14]
- hôtel-restaurant : Hôtel de La Poste (21440 Saint-Seine-l'Abbaye)[gm14 26] - Relais de Poste aux chevaux en 1817[dp3 9]
- hôtel-restaurant : Hôtel de l'Écu (21500 Montbard), XVIIe siècle[31] - Relais de Poste aux chevaux[dp2 10]

### Côtes d'Armor (22)Manzac-sur-Vern[32]
- restaurant : Crêperie Ty Ni (22170 Châtelaudren)[33] - Relais de Poste aux chevaux en 1802[dp1 15]

### Creuse (23)
- hôtel-restaurant : Hôtel Le France (23200 Aubusson), XVIIIe siècle[34] - Relais de Poste aux chevaux en 1802[dp1 16]
- hôtel-restaurant : Auberge Felletinoise (23500 Felletin)[35] - Bureau de Poste en 1802[dp1 17]

### Dordogne (24)
- hôtel-restaurant : Hostellerie du Chapon Fin (24160 Excideuil), 1751[36] - Bureau de Poste en 1802[dp1 18]
- hôtel-restaurant : Relais du Périgord Noir (24170 Siorac-en-Périgord)[gm14 27]
- hôtel-restaurant : Le Relais du Soleil d'Or (24290 Montignac)[37] - Bureau de Poste en 1802[dp2 11]
- hôtel-restaurant : Les Glycines (24620 Les Eyzies-de-Tayac)[gm14 28]
- hôtel-restaurant: Le Lion d'Or (24110 Manzac sur Vern)

## Voir aussi

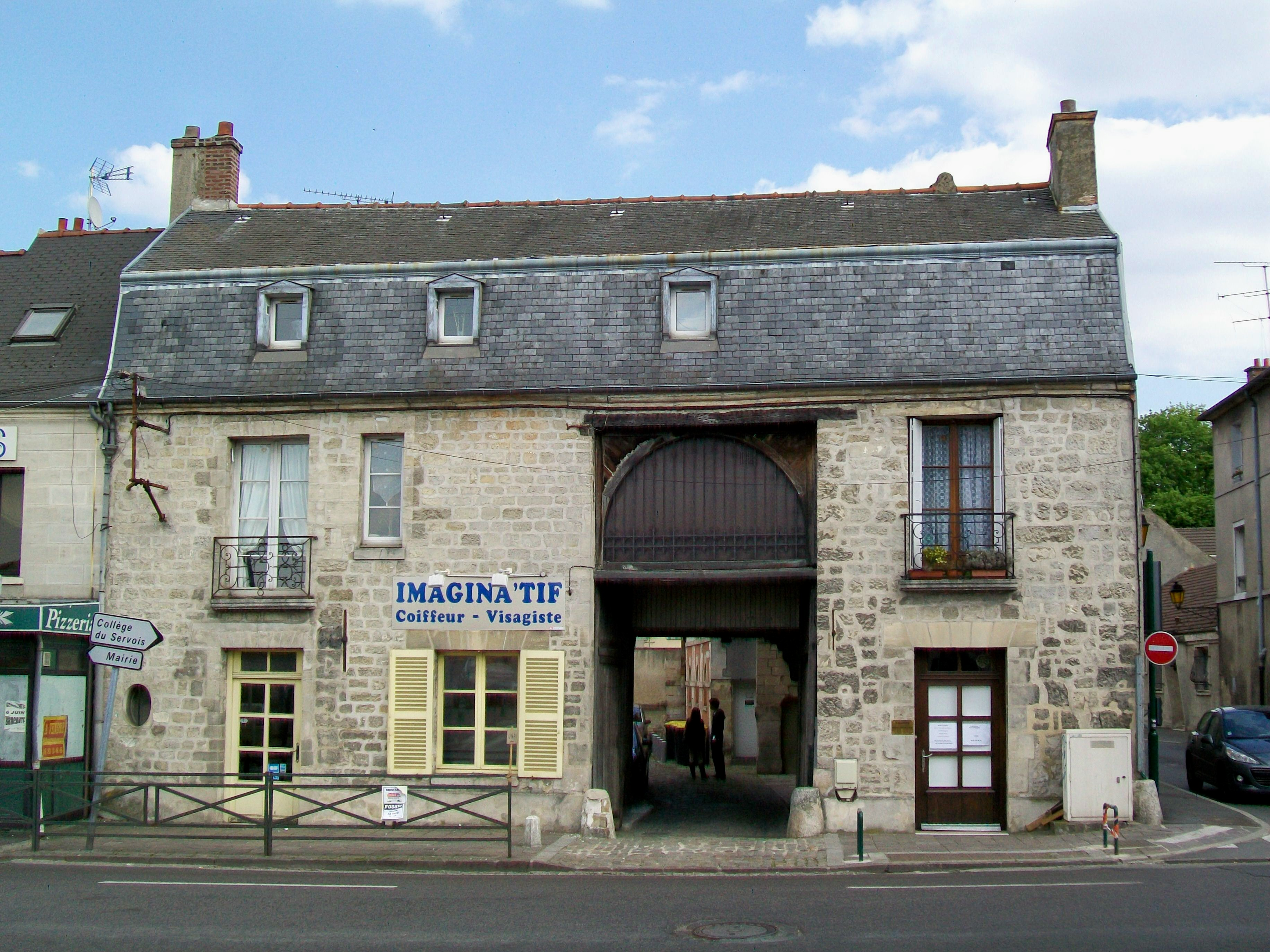
Ancien hôtel du Mouton, à la Chapelle-en-Serval. Le bâtiment conserve la configuration d'ancien relais, notamment passage des diligences.

### Doubs (25)
- hôtel : Hôtel de Paris (25000 Besançon), XVIIIe siècle - Relais de Poste aux chevaux en 1802[dp1 19]

L'établissement ayant accueilli Prosper Mérimée en 1836 devint Hôtel de Paris en 1855. Jules Michelet, George Sand et Colette étaient également ses clients.

### Drôme (26)
- restaurant : La Charrette Bleue (26110 Condorcet), XVIIIe siècle[gm14 29]

### Eure (27)
- hôtel-restaurant : Normandy Hôtel (27000 Évreux)[39] - Relais de Poste aux chevaux en 1802[dp1 20]
- hôtel : Hôtel Moderne (27140 Gisors)[40] - Relais de Poste aux chevaux en 1802[dp1 21]
- hôtel-restaurant : Hostellerie du Lion d'Or (27170 Beaumont-le-Roger), 1686[41] - Bureau de Poste en 1802[dp1 13]
- hôtel-restaurant : Le Cygne (27190 Conches-en-Ouche)[42] - Relais de Poste aux Chevaux en 1802[dp1 22]
- hôtel-restaurant : La Corne d'Abondance (27520 Bourgtheroulde-Infreville)[43] - Relais de Poste aux chevaux en 1802[dp1 23]

### Eure-et-Loir (28)
- hôtel-restaurant : Le Plat d'Etain (28160 Brou)[44] - Bureau de Poste en 1802[dp1 24]
- hôtel : Hôtel St-Michel (28200 Châteaudun), XVIIIe siècle[45] - Relais de Poste aux chevaux en 1802[dp1 25]

### Gard (30)
- hôtel-restaurant : Hostellerie Les Bruyères (30570 Valleraugue)[gm14 30]

### Gers (32)
- chambre d'hôtes : Le Relais de Saint-Jacques (32100 Condom), XVIIIe siècle[46] - Bureau de Poste en 1802[dp1 26]

### Gironde (33)
- hôtel : La Maison Bord'Eaux (33000 Bordeaux), XVIIIe siècle[gm14 31] - Relais de Poste aux chevaux en 1802[dp1 27]
- hôtel-restaurant : Hôtel Claude Darroze (33210 Langon) [47] - Relais de Poste aux chevaux en 1802[dp2 12]
- hôtel : Hôtel de France (33500 Libourne)[gm14 32] - Relais de Poste aux chevaux en 1802[dp2 13]

### Hérault (34)
- chambre d'hôtes-restaurant : L'Ocre Rouge (34600 Hérépian)[gm14 33]
- hôtel-restaurant : Hôtel de la Paix (34700 Lodève)[gm14 34] - Bureau de Poste en 1802[dp2 14]

### Ille-et-Vilaine (35)
- hôtel-restaurant : La Maison Tirel Guérin (35350 Saint-Méloir-des-Ondes) [gm14 35]
- hôtel-restaurant : Le Lion d'Or (35460 Saint-Brice-en-Coglès)[gm14 36] - Relais de Poste aux chevaux en 1817[dp3 10]

### Indre (36)

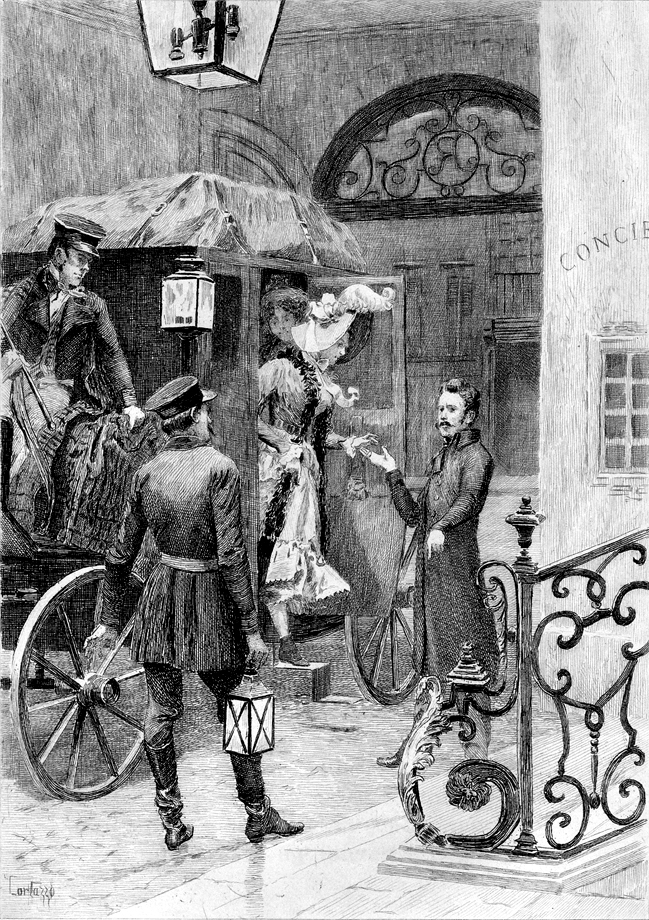
La Rabouilleuse, œuvre de Balzac (dessin d'Oreste Cortazzo)

- hôtel-restaurant : La Cognette (36100 Issoudun)  - Bureau de Poste en 1802[dp2 15]

L'ancien relais de poste fut transformé en auberge, avant 1835. En fait, Honoré de Balzac y fréquenta entre 1823 et 1830. Surtout, l'établissement était bien mentionné dans son roman La Rabouilleuse (1842). Son livre d'or connaît encore Alphonse de Lamartine, Napoléon Ier, Franz Liszt. L'ancien auberge gastronomique devint hôtel-restaurant gardant une étoile du guide Michelin rouge.
- hôtel-restaurant : Le Cheval Noir (36200 Argenton-sur-Creuse)[gm14 38] - Relais de Poste aux chevaux en 1802[dp1 28]
- hôtel-restaurant : Terre de Brenne (36290 Azay-le-Ferron)[49] - Relais de Poste aux chevaux en 1842[50]
- restaurant : À l'Escargot (36400 La Châtre), XVe ou XVIe siècle[51]
- hôtel-restaurant : Hôtel du Lion d'Argent et des Tanneries (36400 La Châtre)[52]

### Indre-et-Loire (37)
- hôtel-restaurant : L'Écu de France (37140 Bourgueil), 1637[53] - Bureau de Poste en 1802[dp1 23]
- hôtel-restaurant : Le XII de Luynes (37230 Luynes), XVIIe siècle[gm14 39] - Relais de Poste aux chevaux en 1802[dp2 16]
- hôtel-restaurant : Relais de La Mothe (37290 Yzeures-sur-Creuse)[gm14 40]
- hôtel-restaurant : Hostellerie les Hauts de Sainte Maure ainsi que La Poste (37800 Sainte-Maure-de-Touraine)[gm14 41]
- hôtel-restaurant : Le Cheval Blanc (37800 Sainte-Maure-de-Touraine) - Relais de Poste aux chevaux en 1817[dp3 11]

Il s'agit de nouveau relais de poste remplaçant ci-dessus en 1799. Donc, il existe les deux établissements sur la même avenue dans cette ville.

### Isère (38)
- hôtel : Grand Hôtel de La Poste (38200 Vienne)[55] - Relais de Poste aux chevaux en 1817[dp3 12]
- hôtel-restaurant : Hôtel de la poste (38880 Autrans)[56]
- hôtel-restaurant : Hôtel de la Poste (38970 Corps)[57] - Relais de Poste aux chevaux en 1802[dp1 29]
- Hôtel-Restaurant : Le Relais des Vieilles Postes, Hôtel-Restaurant aux Avenières en Isère (38).

### Jura (39)
- hôtel-restaurant : Hostellerie Saint-Germain (39210 Saint-Germain-lès-Arlay)[gm14 42]
- hôtel : Le Lodge (39220 Les Rousses)[gm14 43] - Relais de Poste aux chevaux en 1817[dp3 13]
- hôtel-restaurant : Hostellerie des Monts Jura (39570 Pannessières)[58]

### Landes (40)
- hôtel-restaurant : Relais de la Poste (40140 Magescq)[59]
- hôtel-restaurant : Le Central (40300 Peyrehorade)[gm14 44]

### Loir-et-Cher (41)
- hôtel-restaurant : Auberge Ligérienne (41000 Blois), XVIe siècle - Relais de Poste aux chevaux en 1802[dp1 30]
- restaurant : Le Mange-Grenouille (41110 Saint-Aignan)[60] - Bureau de Poste en 1802[61]
- restaurant : Auberge de la Croix Blanche (41150 Veuzain-sur-Loire)[gm14 45] - Relais de Poste aux chevaux en 1817[dp3 14]
- hôtel-restaurant : Le Grand Monarque (41170 Mondoubleau), XVIIe siècle[62] - Bureau de Poste en 1802[dp2 17]
- hôtel-restaurant : Auberge du Cheval Blanc (41300 Selles-Saint-Denis), XVIIe siècle[63]
- hôtel-restaurant : Le Cheval Rouge (41800 Montoire-sur-le-Loir)[64] - Bureau de Poste en 1802[dp2 18]

### Loire-Atlantique (44)
- hôtel-restaurant : L'Auberge de la Forêt (44130 Le Gâvre)
- hôtel-restaurant : Le Laurier Fleuri (44120 Vertou)[gm14 46]

### Loiret (45)
- hôtel-restaurant : L'Écu de Bretagne (45190 Beaugency)[65] - Relais de Poste aux chevaux en 1802[dp1 31]
- hôtel-restaurant : Le Relais de la Poste (45300 Pithiviers)[gm14 47] - Relais de Poste aux chevaux en 1802[dp2 19]
- hôtel-restaurant : L'Écu de France (45330 Malesherbes)[gm14 48] - Relais de Poste aux chevaux en 1802[dp2 20]

### Lot (46)
- hôtel-restaurant : Le Lion d'Or (46500 Gramat)[66]

### Lozère (48)
- hôtel-restaurant : Hôtel de France (48000 Mende)[67] - Relais de Poste aux chevaux en 1802[dp2 21]
- hôtel-restaurant : Hôtel de la Poste (48170 Châteauneuf-de-Randon)[68]
- hôtel-restaurant : Grand Hôtel Restaurant de la Poste (48300 Langogne)[69] - Bureau de Poste en 1802[dp2 12]

### Maine-et-Loire (49)
- chambre d'hôtes : Le Patio (49400 Saumur), XVIIe siècle[70] - Relais de Poste aux chevaux en 1817[dp3 15]
- hôtel-restaurant : Le Tonnelles (49440 Candé)[71] - Bureau de Poste en 1802[dp1 32]
- restaurant : Auberge de la Diligence (49440 Loiré) , XVIIIe siècle[gm14 49]

### Manche (50)
- hôtel : Hôtel l'Ermitage Mont Saint Michel (50170 Beauvoir)[72]
- hôtel-restaurant : La Croix d'Or (50300 Avranches), XVIIe siècle[gm14 50]

### Marne (51)
- hôtel-restaurant : Le Relais Champenois (51120 Sézanne)[gm14 51] - Bureau de Poste en 1817[dp3 16]
- hôtel-restaurant : Royal Champagne (51160 Champillon)[gm14 52]
- restaurant : Le Relais de Sillery (51500 Sillery)[73] - Ralais de Poste aux chevaux en 1817[dp3 17]

### Haute-Marne (52)
- hôtel-restaurant : Grand Hôtel de l'Europe (52200 Langres[74])[75] - Relais de Poste aux chevaux en 1802[dp2 12]
- hôtel-restaurant : Hôtel du Parc (52210 Arc-en-Barrois)[gm14 53]

### Mayenne (53)
- hôtel-restaurant : La Gerbe de Blé (53000 Laval)[gm14 54] - Relais de Poste aux chevaux en 1802[dp2 22]
- hôtel-restaurant : L'Amphitryon (53200 Coudray), XIXe siècle[gm14 55]
- hôtel-restaurant : Le Grand Cerf (53500 Ernée)[gm14 56] - Relais de Poste aux chevaux en 1802[dp1 33]

### Morbihan (56)
- hôtel-restaurant : Le Bretagne et sa Résidence (56230 Questembert)[gm14 57]
- hôtel-restaurant : Hôtel Le Cobh (56800 Ploërmel)[gm14 58] - Relais de Poste aux chevaux en 1802[dp2 23]

### Moselle (57)
- hôtel : Hôtel de la Cathédrale (57000 Metz)[76] - Relais de Poste aux chevaux en 1802[dp2 24]

### Nièvre (58)
- hôtel-restaurant : Hôtel du Morvan (58170 Luzy)[77] - Bureau de Poste en 1802[dp2 25]
- hôtel-restaurant : Le Vieux Relais (58200 Cosne-sur-Loire), XVIe siècle[78] - Relais de Poste aux chevaux en 1802[dp1 34]
- hôtel-restaurant : Le Grand Monarque (58220 Donzy), XVIe siècle[gm14 59]
- hôtel-restaurant : Hostellerie de la Poste (58500 Clamecy)[gm14 60] - Bureau de Poste en 1802[dp1 35]

### Nord (59)
- hôtel-restaurant : Auberge du Bon Fermier (59300 Valenciennes), XVIIe siècle[gm14 61] - Relais de Poste aux chevaux en 1817[dp3 18]
- restaurant : Le petit Bruxelles (59670 Sainte-Marie-Cappel), XVIe siècle[79] - Relais de Poste aux chevaux en 1802[dp1 36]

### Oise (60)
- hôtel : Hôtel La Grange de Saint-Nicolas (60240 Chaumont-en-Vexin)[80] - Bureau de Poste en 1802[dp1 37]
- restaurant : Le Relais (60490 Conchy-les-Pots)[gm14 62] - Relais de Poste aux chevaux en 1802[dp1 22]
- restaurant : L'Auberge Fleurie (60490 Cuvilly)[gm14 63] - Relais de Poste aux chevaux en 1802[dp1 38]

### Orne (61)
- hôtel-restaurant : Le Relais Saint-Louis (61130 Bellême)[81]
- hôtel-restaurant : Le Normandie (61140 Bagnoles-de-l'Orne)[gm14 64]
- chambre d'hôtes : La Villageoise (61160 Trun)[gm14 65]
- hôtel-restaurant : Hôtel de la Poste (61170 Le Mêle-sur-Sarthe)[82] - Relais de Poste aux chevaux en 1802[dp2 26]
- hôtel-restaurant : La Lentillère (61320 Lalacelle)[gm14 66]

### Pas-de-Calais (62)
- restaurant : Le Fournil (62310 Coupelle-Vieille)[gm14 67]
- hôtel-restaurant : Saint-Louis (62500 Saint-Omer)[83] - Relais de Poste aux chevaux en 1817[dp3 19]

### Puy-de-Dôme (63)
- hôtel-restaurant : Le Relais (63500 Issoire)[84] - Relais de Poste aux chevaux en 1802[dp2 15]

### Pyrénées-Atlantiques (64)
- hôtel : Hôtel de Gramont (64000 Pau)[gm14 68] - Relais de Poste aux chevaux en 1802[dp2 27]
- restaurant : Auberge du Cheval Blanc (64100 Bayonne) , XVIIIe siècle[gm14 69] - Relais de Poste aux chevaux en 1802[dp1 39]
- hôtel-restaurant : Hôtel les Pyrénées (64220 Saint-Jean-Pied-de-Port) [gm14 70] - Bureau de Poste en 1817[dp3 20]

### Hautes-Pyrénées (65)
- hôtel-restaurant : Hôtel Dupont (65230 Castelnau Magnoac)[85] - Bureau de Poste en 1802[dp1 4]
- hôtel-restaurant : Hôtel d'Angleterre (65240 Arreau)[86] - Bureau de Poste en 1802[dp1 40]

### Bas-Rhin (67)
- restaurant : L'Hacienda (67200 Strasbourg)[87] - Relais de Poste aux chevaux en 1817[dp3 21]
- hôtel : Hostellerie La Diligence (67210 Obernai)[88]
- hôtel-restaurant : Hôtel Restaurant de la Poste (67280 Urmatt)[89]
- hôtel-restaurant : Auberge du Cheval Blanc (67510 Lembach) , XVIIIe siècle[gm14 71]
- hôtel-restaurant : Le Cerf (67520 Marlenheim) [gm14 72]

### Haut-Rhin (68)
- hôtel-restaurant : Auberge St-Laurent (68510 Sierentz) , XVIIIe siècle[gm14 73] - Relais de Poste aux chevaux en 1817[dp3 16]
- hôtel-restaurant : Hostellerie d'Alsace (68700 Cernay)[90]

### Rhône (69)
- restaurant : Le Puy d'Or (69760 Limonest)[91] - Relais de Poste aux chevaux en 1802[dp2 28]

### Haute-Saône (70)
- restaurant : Le Caveau du Grand Puits (70000 Vesoul)[gm14 74] - Relais de Poste aux chevaux en 1817[dp3 22]

### Saône-et-Loire (71)
- hôtel : Hôtel de Bourgogne (71000 Mâcon)[92] - Relais de Poste aux chevaux en 1802[dp2 29]
- hôtel : Hôtel de la Colombière (71100 Chalon-sur-Saône)[93] - Relais de Poste aux chevaux en 1802[dp1 41]
- hôtel-restaurant : Hôtel de la Poste (71120 Charolles) [94] - Bureau de Poste en 1802[dp1 42]
- hôtel-restaurant : Maison Lameloise (71150 Chagny) , XVe siècle - Relais de Poste aux chevaux en 1802[dp1 43]

Le roi de France Louis XI est parrain de cet établissement, car c'était lui qui annexa la Bourgogne, après la mort de Charles le Téméraire en 1477. Et un relais de poste fut créé à Chagny. Le restaurant conserve depuis 2007 trois macarons du guide Michelin rouge. De plus, en octobre 2013, les internautes du site Tripadvisor sélectionnèrent ce restaurant en tant que le meilleur restaurant du monde. Le 16 octobre 2015, l'établissement fut à nouveau choisi, en tant que le meilleur restaurant en France ainsi que numéro 3 du monde.
- hôtel-restaurant : Hôtel Saint-Louis et de La Poste (71400 Autun)[97] - Bureau de Poste en 1802[dp1 44]
- hôtel-restaurant : Vuillot (71480 Cuiseaux)[gm14 75]
- hôtel-restaurant : Hôtel Cheval Rouge (71500 Louhans)[98] - Bureau de Poste en 1802[dp2 30]
- hôtel-restaurant : La Croix Blanche (71580 Beaurepaire-en-Bresse)[99]
- hôtel-restaurant : Hôtellerie du Val d'Or (71640 Mercurey)[gm14 76]

### Sarthe (72)
- hôtel-restaurant : Le Bretagne (72140 Sillé-le-Guillaume)[gm14 6] - Bureau de Poste en 1817[dp3 17]
- hôtel : Hôtel le Vert Galant (72200 La Flèche), XVIIIe siècle[100] - Relais de Poste aux chevaux en 1802[dp1 45]
- hôtel-restaurant : Grand Hôtel de Solesmes (72300 Solesmes)[101]
- hôtel-restaurant : Hôtel Ricordeau (72540 Loué)

En 1876, l'ancien relais devint Hôtel de France, puis Hôtel Ricordeau. En tant que chef cuisinier, l'ancien propriétaire Émile Ricordeau († 1984) conserva deux étoiles pendant 30 ans grâce auxquelles l'établissement accueillit Jean Gabin, Gérard Depardieu, Steve McQueen. En outre, les présidents Charles de Gaulle et Georges Pompidou y goûtèrent sa cuisine.

### Savoie (73)
- hôtel-restaurant : Hôtel de la Poste (73220 Aiguebelle)[103] - Relais de Poste aux chevaux en 1802[dp1 46]
- hôtel-restaurant : Le Monal (73640 Sainte-Foy-Tarentaise)[gm14 77]

### Paris (75)
- hôtel-restaurant : Hôtel Claret (75012 Paris)[gm14 78]

### Seine-Maritime (76)
- hôtel-restaurant : Auberge du Clos Normand (76370 Martin-Église), XVe siècle[gm14 79]
- restaurant : Auberge du Cygne (76890 Tôtes) - Relais de Poste aux chevaux en 1817[dp3 23]. Fermé.
- hôtel : Douce France (76980 Veules-les-Roses), XVIIe siècle[gm14 45]

### Seine-et-Marne (77)
- hôtel-restaurant : À la Grâce de Dieu (77170 Brie-Comte-Robert), XVIIe siècle[gm14 80] - Relais de Poste aux chevaux en 1802[dp1 47]
- hôtel-restaurant : Hostellerie du Cheval Noir (77250 Moret-sur-Loing), XVIIIe siècle[gm14 81] - Relais de Poste aux chevaux en 1802[dp2 31]
- hôtel-restaurant : La Clé d'Or (77630 Barbizon)[gm14 82]

### Yvelines (78)
- hôtel-restaurant : Mercure Rambouillet Relays du Château (78120 Rambouillet), XVIIe siècle[gm14 83] - Relais de Poste aux chevaux en 1817[dp3 24]
- restaurant : L'Escu de Rohan (78730 Rochefort-en-Yvelines), XVIe siècle[gm14 84]

### Deux-Sèvres (79)
- hôtel-restaurant : La Boule d'Or (79300 Bressuire)[104] - Bureau de Poste en 1802[dp1 48]

### Somme (80)
- hôtel-restaurant : Auberge Le Fiacre (80120 Fort-Mahon-Plage), XVIIIe siècle[gm14 85]
- hôtel-restaurant : Le Saint-Claude (80200 Péronne)[gm14 86] - Relais de Poste aux chevaux en 1802[dp2 32]

### Tarn (81)
- hôtel-restaurant : Hôtel Chiffre (81000 Albi)[gm14 87] - Relais de Poste aux chevaux en 1802[dp1 49],[105]
- hôtel-restaurant : Hôtel Le Relais de Fusiès (81230 Lacaune), vers 1685[gm14 88] - Bureau de Poste en 1802[dp1 50]

### Tarn-et-Garonne (82)
- restaurant : Le Ventadour (82000 Montauban), XVIIe siècle[106] - Relais de Poste aux chevaux en 1802[dp2 33]
- hôtel-restaurant : La Renaissance (82160 Caylus)[107]
- hôtel-restaurant : Le Pont Napoléon (82200 Moissac) - Relais de Poste aux chevaux en 1802[dp2 34]

L'établissement succéda au relais de poste, Auberge du Lion d'or, à la suite de la construction du pont de Moissac, au début du XIXe siècle. Cependant, il n'est pas certain qu'il s'agisse du même relais de poste, situé dans la rue du Pont, et ancien couvent de clarisses, transformé après la Révolution.
- hôtel-restaurant : Hôtel Dupont (82300 Caussade)[110]

### Var (83)
- hôtel-restaurant : Le Relais de la Calèche (83330 Le Beausset), 1647 - Relais de Poste aux chevaux en 1802[dp1 51]

Selon le site de l'établissement actuel, construit vers 1630, le bâtiment devint relais de poste aux chevaux le 8 avril 1647 par ordonnance du cardinal Jules Mazarin. Le 16 février 1660, ce dernier passa l'établissement en accompagnant le jeune roi Louis XIV, sa reine mère et le reste. Le 5 octobre 1814, le relais accueillit futur Charles X. Toutefois, en 1857, celui-ci dirigé par le maître de poste Joseph Honore perdit sa fonction en tant que relais, et devint un auberge. En passant par les établissements Petit Hôtel, puis Auberge de la Gruppi, il fut acquis par le propriétaire actuel.
- hôtel-restaurant : Auberge des Adrets (83600 Fréjus)[113] - Relais de Poste aux chevaux en 1802[dp1 52]
- hôtel-restaurant : Le Pont d'Or (83670 Barjols)[114] - Relais de Poste aux chevaux en 1802[dp1 53]

### Vaucluse (84)
- hôtel : Hôtel Le Coq Hardi (84200 Carpentras)[115] - Bureau de Poste en 1802[dp1 54]

### Vendée (85)
- hôtel-restaurant : Hôtel Le Fontarabie (85200 Fontenay-le-Comte), 1520[116] - Relais de Poste aux chevaux en 1802[dp1 55]

### Vienne (86)
- hôtel-restaurant : Le Relais du Lyon d'Or (86260 Angles-sur-l'Anglin)[117] - Bureau de Poste en 1802[dp1 56]
- hôtel-restaurant : Le Lion d'Or (86300 Chauvigny)[gm14 89] - Bureau de Poste en 1802[dp1 57]
- hôtel-restaurant : La Châtellenie (86460 Availles-Limouzine)[gm14 90]
- hôtel-restaurant : Auberge Le Centre Poitou (86600 Coulombiers)[gm14 91]
- hôtel-restaurant : Le Chapeau Rouge (86600 Lusignan), 1643[118] - Relais de Poste aux chevaux en 1802[dp2 35]

### Haute-Vienne (87)
- hôtel : Hôtel Jeanne d'Arc (87000 Limoges)[119] - Relais de Poste aux chevaux en 1802[dp2 28]

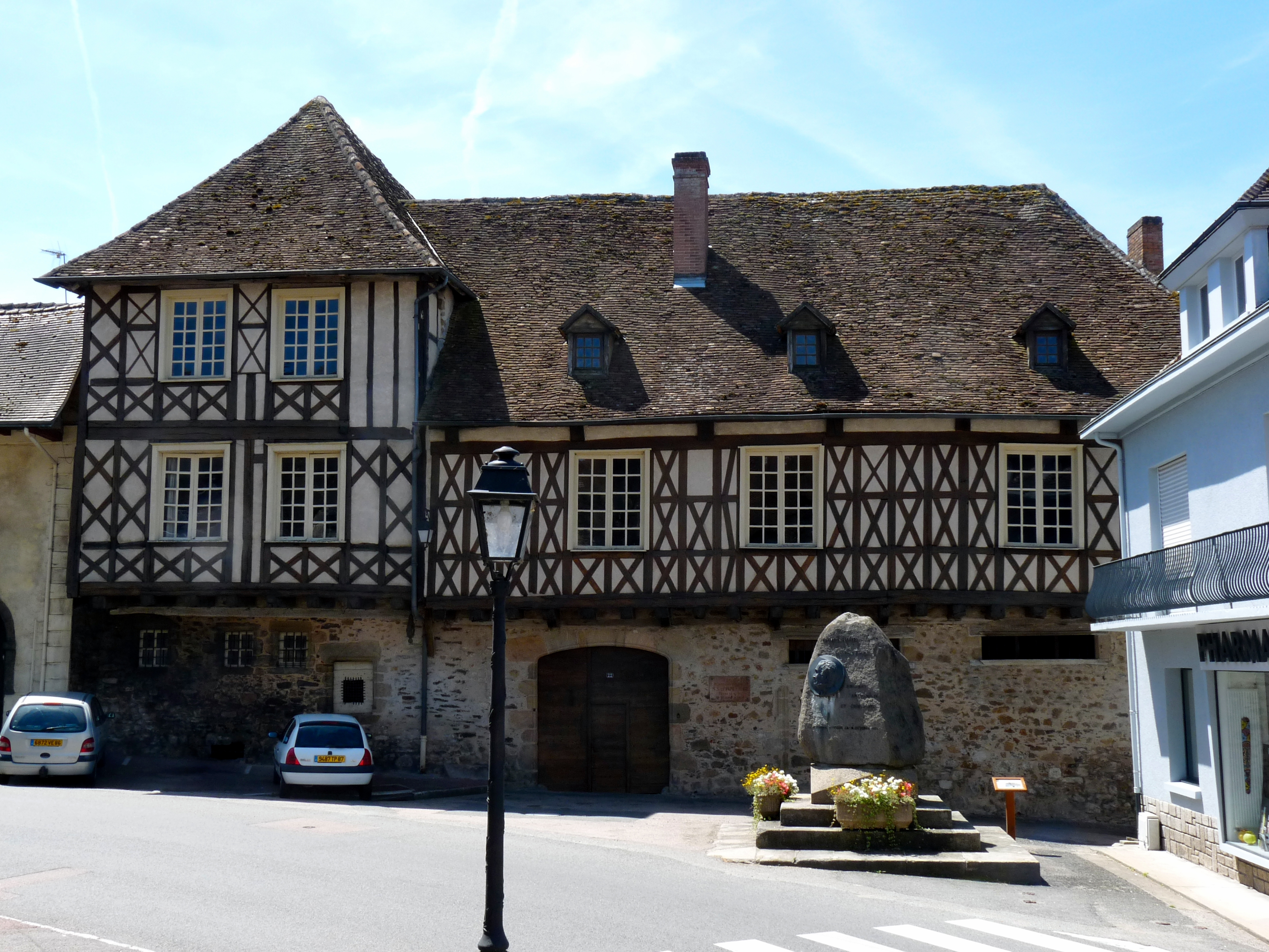
Hôtel des Trois Anges, classé monument historique.

- (actuellement fermé : Hôtel des Trois Anges, 87260 Pierre-Buffière) - Relais de Poste aux chevaux en 1802[dp2 36]

Le bâtiment du relais fut construit en 1683 et fonctionna jusqu'en 1888. Le pape Pie VII y séjourna le 25 janvier 1814, afin de rentrer à Rome.
- restaurant : Auberge Le Cheval Blanc (87300 Bellac)[121] - Bureau de Poste en 1802[dp1 58]

### Vosges (88)
- hôtel : Hôtel du Cheval de Bronze (88200 Remiremont)[gm14 92] - Relais de Poste aux chevaux en 1817[dp3 25]

### Yonne (89)
- hôtel-restaurant : Hôtel de La Poste (89000 Auxerre), 1541[122] - Relais de Poste aux chevaux en 1802[dp1 59]
- hôtel-restaurant : Hostellerie de La Poste (89200 Avallon), 1707[123] - Relais de Poste aux chevaux en 1802[dp1 60]
- hôtel-restaurant : Blanche de Castille (89220 Bléneau)[gm14 93]
- hôtel-restaurant : Le Soleil d'Or (89230 Montigny-la-Resle)[gm14 94]
- hôtel-restaurant : Auberge du Pot d'Etain (89440 L'Isle-sur-Serein)[124]
- hôtel-restaurant : Hôtel / Restaurant de La Poste et du Lion d'Or (89450 Vézelay)[124] - Bureau de Poste en 1817[dp3 26]
- hôtel-restaurant : Hôtel du Nord (89630 Quarré-les-Tombes)[gm14 95]

### Essonne (91)
- restaurant : Bonne franquette (91640 Janvry)[gm14 96]
- hôtel-restaurant : Hôtel de France (91670 Angerville), XVIIIe siècle[125] - Relais de Poste aux chevaux en 1802[dp1 61]

### Val-d'Oise (95)
- hôtel-restaurant : Hostellerie du Nord (95430 Auvers-sur-Oise)[gm14 97]

### Établissements fermés
- La Chapelle-en-Serval (ancien hôtel du Mouton)
- Château-Gontier (ancienne hostellerie du Louvre)
- Combourg (ancien auberge Relais des Princes)
- Pierre-Buffière (ancien hôtel des Trois Anges)